# Fernando Rech
Fernando Rech (sinh ngày 13 tháng 3 năm 1974) là một cầu thủ bóng đá người Brasil.

## Sự nghiệp câu lạc bộ
Fernando Rech đã từng chơi cho Yokohama Flügels.

## Thống kê câu lạc bộ

### J.League
| Đội              | Năm       | J.League | J.League | J.League Cup | J.League Cup | Tổng cộng | Tổng cộng |
| Đội              | Năm       | Trận     | Bàn      | Trận         | Bàn          | Trận      | Bàn       |
| ---------------- | --------- | -------- | -------- | ------------ | ------------ | --------- | --------- |
| Yokohama Flügels | 1997      | 14       | 5        | 4            | 0            | 18        | 5         |
| Tổng cộng        | Tổng cộng | 14       | 5        | 4            | 0            | 18        | 5         |